# Live (álbum de The Cranberries)
Live —en españolː En vivo— es el primer videoálbum y álbum en vivo de la banda de rock irlandesa The Cranberries. Dirigido y producido por Pinko, fue publicado inicialmente en formato VHS por Polygram el 17 de mayo de 1994, siendo reeditado en DVD en 2005 por Island Records mientras que en Japón el álbum también fue editado en laserdisc y en vinilo de 12".
El material contiene un concierto grabado el 14 de enero de 1994 en el Astoria 2 en Londres, Inglaterra, durante la gira promocional del primer álbum de la agrupación, Everybody Else Is Doing It, So Why Can't We?

## Contenido
El VHS presenta el concierto en HiFi Stereo, mientras que el DVD, reeditado en 2005 por Island Records, lo presenta en formatos de audio Dolby 2.0 y Dolby Digital 5.1, además de incluir una galería de imágenes interactiva y una función que permite reproducir las canciones en orden aleatorio. 
La lista de canciones del concierto, que tiene una duración de 67 minutos, se centra principalmente en las canciones del álbum debut de The Cranberries, Everybody Else Is Doing It, So Why Can't We?, en las que se incluyen sus dos primeros éxitos, «Linger» y «Dreams», así como alguna cara B, como «Liar». También interpretaron un adelanto de lo que sería su nuevo trabajo discográfico, No Need to Argue, publicado en el transcurso de ese año: canciones como «Zombie», «Ridiculous Thoughts», «Daffodil Lament», «Everything I Said» y «Dreaming My Dreams».
La interpretación de «Everything I Said» fue una de las escasísimas veces que esta balada del álbum No Need to Argue fue tocada en directo por la banda; lo mismo ocurre con «So Cold in Ireland», canción que se publicó solamente en la edición japonesa del álbum y que aparecería más tarde como canción extra cuando el álbum fue relanzado en 2002. Las canciones «Sunday» y «Put Me Down» se tocaron en el concierto pero no aparecen en el vídeo.
Solo dos días después de la grabación, el sencillo «Linger» alcanzaría el puesto número 16 en el Billboard Hot 100 en Estados Unidos, en un camino que lo llevaría finalmente al puesto 8, por lo que para muchos no fue sorpresa que Dolores O'Riordan apareciera sobre el escenario con la bandera norteamericana y Everybody Else Is Doing It, So Why Can't We?, que inicialmente solamente había llegado al puesto 64 en la lista de álbumes del Reino Unido, a las pocas semanas llegaría al número uno en las islas británicas.

## Lista de canciones
1. «Pretty»
2. «Dreaming My Dreams»
3. «Linger»
4. «Ridiculous Thoughts»
5. «Daffodil Lament»
6. «How»
7. «Everything I Said»
8. «Not Sorry»
9. «Waltzing Back»
10. «Dreams»
11. «Zombie»
12. «Liar»
13. «So Cold in Ireland»
14. «Empty»
15. «Still Can't...»

## Créditos
| The Cranberries - Dolores O'Riordan - voz, guitarra acústica, guitarra eléctrica - Noel Hogan - guitarra eléctrica, guitarra acústica - Mike Hogan - bajo - Fergal Lawler - batería, percusión | Técnicos - Pinko - producción, dirección - Pete Ainsley - iluminación - Dalton - monitores |

Diseño
- David Calderley - arte y diseño
- Amelia Stein - fotografía
- Matthew Stringer - coordinador de arte[7]